# جيف ووكر (فنان)
جيف ووكر (بالألمانية: Jeff Walker) (و. 1969  م) هو عازف بيس، ومغني بريطاني، يستخدم آلات غيتار البيس.

## وصلات خارجية
- جيف ووكر على موقع IMDb (الإنجليزية)
- جيف ووكر على موقع ميوزك برينز (الإنجليزية)
- جيف ووكر على موقع ديسكوغز (الإنجليزية)

- جيف ووكر في قاعدة بيانات الأفلام على الإنترنت